# 特賴菲德峰
特賴菲德峰（英語：Trifid Peak），是南極洲的山峰，位於葛拉漢地西岸的法利埃海岸，位处馬蹄島西部，在1958年由英國南極名稱諮詢委員會命名，現時由南極條約體系管理。